# FreeDOS
FreeDOS (fost Free-DOS și PD-DOS) este un sistem de operare pentru computere compatibile IBM. FreeDOS este compus din mai multe programe diferite, separate, care să acționeze ca „pachete” pentru FreeDOS. Ca membru al familiei DOS, acesta prevede în principal accesul la disc prin intermediul kernel-ului său și oferă management parțial al memoriei, dar nu oferă în mod implicit GUI (deși Open GEM este listat pe site-ul oficial FreeDOS). FreeDOS 1.1 a fost lansat pe 2 ianuarie 2012, iar câteva dintre pachetele care alcătuiesc FreeDOS sunt actualizate frecvent.
FreeDOS suportă PC-uri cu hardware IBM foarte vechi, la fel de bine ca pe unele noi. Spre deosebire de MS-DOS, este compus din software gratuit și open source, licențiate sub termenii GNU General Public License (GPL). Distribuția lui nu necesită taxe de licență sau drepturi de autor, iar crearea distribuțiilor personalizate este permisă. Totuși, alte secțiuni ca „U.T.I.L.” includ software care nu aparține GPL.